# John Handel
John D. Handel (Handell, Handler o Hander) fue un marino nacido en el Reino Unido, que combatió en la escuadra de las Provincias Unidas del Río de la Plata, durante la Campaña Naval de 1814 contra los realistas de la ciudad de Montevideo.

## Biografía
Estuvo al mando del falucho San Luis, capturado por los patriotas en la noche entre el 8 y el 9 de enero de 1814 en las islas de Hornos, cerca de Colonia del Sacramento. El San Luis desplazaba 15 t, tenía 16 de eslora, 2,2 de manga, 2 de puntal y 0,9 m de calado medio. Portaba 1 cañón de a 18, y tenía una dotación máxima de 15 hombres.
El 10 de marzo de 1814, la escuadra revolucionaria enfrentó a la realista al mando del capitán Jacinto de Romarate en el combate naval de Martín García.
El plan de Brown consistía en atacar por frente y retaguardia a la línea española. A esos efectos destacó una división compuesta por el Fortuna, Carmen y San Luis para que rodeando por el oeste el banco situado a estribor de los realistas cayera sobre su retaguardia mientras la fuerza principal atacaba su frente. Formaba esta división la Hércules sobre el ala izquierda, luego la Céfiro, el Nancy y la Juliet sobre el ala derecha.
A las 13:30, sin que estuviera aún en posición la división de flanqueo, la escuadra de Brown, en vanguardia la Juliet por tener el mejor práctico, abrió fuego vivo sobre los realistas que fue de inmediato respondido.

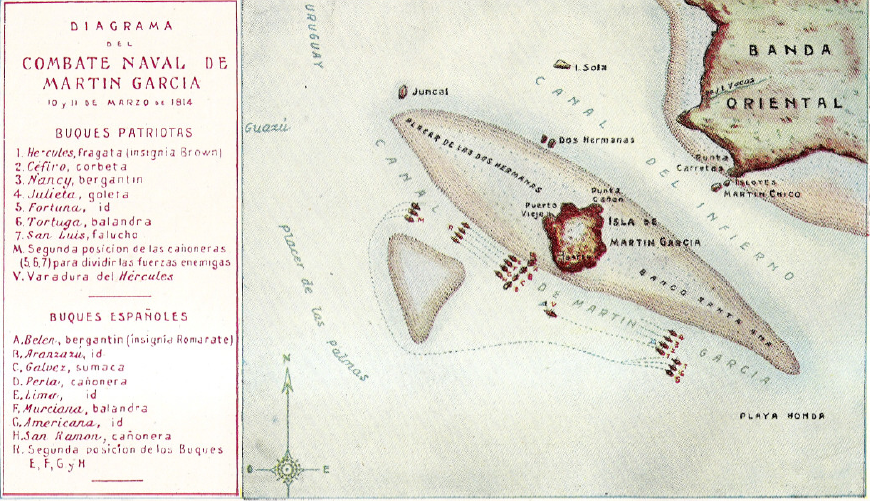
Croquis del Combate de Martín García (donde se refiere a Tortuga debe leerse Carmen).

La capitana argentina intentó avanzar bajo fuego sobre la enemiga pero habiendo perdido a su piloto varó en el banco del oeste de la isla bajo tiro de cañón y de proa al enemigo, con lo que sufrió el fuego sostenido enemigo con fuertes pérdidas y sin poder responder más que con tres cañones, dedicando sus cañones de banda a las baterías en tierra. Brown cuestionó en su parte la manera en que el resto de la escuadra "se condujo durante la acción, a pesar de haberse hecho todas las señales y haber ido personalmente en mi bote antes de las 12 de la noche a instar y suplicar su apoyo, todo lo cual resultó inútil".
Tras la retirada de Romarate, Brown envió una pequeña división en su persecución al mando de Tomás Nother compuesta por la sumaca Santísima Trinidad, la goleta Fortuna, la balandra Carmen, los faluchos San Luis y San Martín y la cañonera Americana.
En el Combate de Arroyo de la China del 28 de marzo de 1814, postrera victoria de Romarate, murió el comandante Nother y voló el Carmen con su capitán Pedro Samuel Spiro y la tripulación.
El 31 de marzo Handel dejó el mando del San Luis, el cual sería recapturado por los realistas en el Combate naval del Buceo.
El 1 de abril se hizo cargo de la polacra San Antonio hasta el 9 de mayo de ese año en que recibió el mando de la corbeta Halcon, aunque recibía sueldo desde el 1 de enero de 1814 como empleado en "Comisiones del servicio" y como teniendo el mando del San Luis y del San Antonio.
El Halcón portaba 240 t y tenía 36 m de eslora, 8 de manga y un calado medio de 2.5 m. Montaba 6 cañones de a 18 y 16 de a 12, todos en cubierta, y era tripulado por 100 hombres.
Al mando del Halcón participó el 17 de mayo en el combate del Buceo como reserva y en persecución del queche Hiena.
Permaneció luego estacionado hasta octubre en la costa oriental patrullando el área entre Montevideo y la laguna de Rocha en previsión de un ataque español. Handel entregó el mando del Halcón en Buenos Aires al contramaestre Juan Slad para su desarme.
Junto con Russell y Hubac entre otros altos oficiales efectuó reclamos acompañado por Brown por los haberes adeudados en la campaña.
En 1817 efectuó un corso al mando del bergantín de 18 cañones Atrevido del Sud (carta patente N° 118). En el curso del mismo, el 9 de noviembre de ese año el bergantín de 20 cañones Gaivota de la armada portuguesa, al mando del comandante Joao Batista Lourenco Silva, detuvo y quiso inspeccionar el buque por sospechar que efectuaba capturas por cuenta de José Gervasio Artigas. El capitán del corsario, Juan Handel, se negó a ello y entabló un combate que se mantuvo hasta que la corbeta Calypso entró en acción para auxiliar al buque portugués, siendo finalmente capturado frente a Punta Piedras. El buque corsario y el Gaivota perdieron un tercio de su tripulación.